# Condado de Harju
El condado de Harju (en estonio: Harju maakond) o Harjumaa es uno de los quince condados en los que está dividida administrativamente Estonia. Con una extensión de 4333 km², se encuentra situado en el sur de la costa del golfo de Finlandia, y limita con los condados de Lääne-Viru al este, Järva al sureste, Rapla al sur y Lääne al suroeste.
Actualmente, más de un tercio de la población del país vive en dicho condado. Según datos de 2004, esto supone un total de 523.277 habitantes, lo que implica una densidad de población de 120,8 habitantes por km².
La capital de dicho condado es Tallin que, a su vez, es capital de la república. Recientemente, el órgano legislador de dicho municipio ha enviado una petición al gobierno de la nación para cambiar su estatuto actual y pasar a convertirse en un organismo administrativamente independiente, fuera del condado de Harju.

## Historia

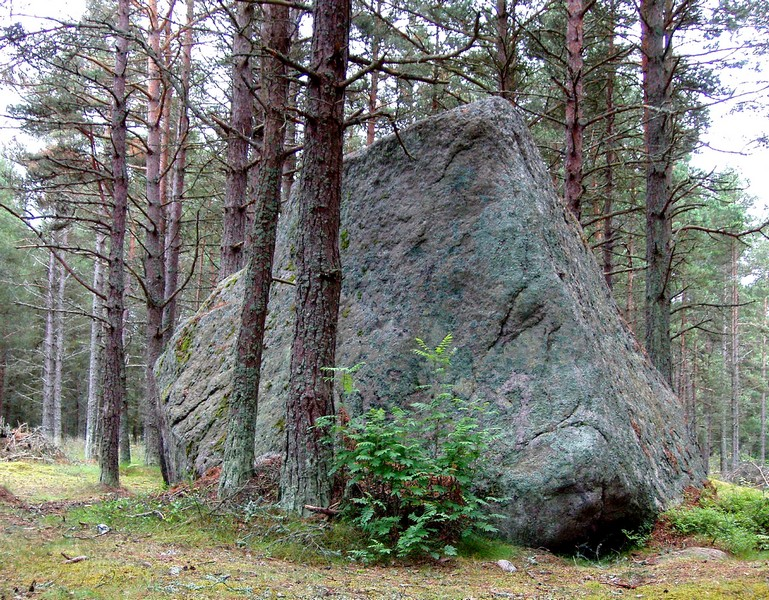
Bloque errático de Kotkakivi en la isla de Prangli. Estas grandes rocas fueron arrastradas por los glaciares.

Los primeros asentamientos humanos de los que se han encontrado restos datan de hace 5000 años, de la Edad del Bronce se conservan restos de construcciones funerarias.
En el siglo IX se formó en la zona del actual condado de Harju, el condado de Revalia, que daría su nombre a la ciudad de Tallin (Reval), hasta principios del siglo XX. Este condado, y todo el norte de Estonia, fue conquistado por el rey danés Valdemar II en el año 1224. La zona quedó entonces bajo la autoridad danesa. Los estonios opusieron una tenaz resistencia, la acción más importante ocurrió el 23 de marzo de 1343 durante el conocido como Levantamiento de la Noche de San Jorge cuando los estonios saquearon el monasterio de Padise y asediaron la ciudad de Tallin, sin embargo los daneses reprimieron el levantamiento y se mantuvieron en la zona hasta 1346 cuando la vendieron a la orden de Livonia por 1000 marcos.
La zona pasó entonces a pertenecer a la confederación de Livonia. Con la reforma los predicadores luteranos comenzaron a llegar a Harju, y para mediados del siglo XVI, la mayoría de la población se había pasado al luteranismo. En Tallin se expulsaron a los frailes dominicos en 1524, y año después la ciudad se convirtió al luteranismo.
Durante la Guerra de Livonia toda Estonia fue devastada y las más importantes ciudades, excepto Tallin fueron saqueadas. Suecia tomo desde el principio el norte de Estonia, que se constituyó como el Ducado de Estonia. Durante la Gran Guerra del Norte Rusia se apoderó del territorio. En 1710 capituló Tallin. El Ducado de Estonia, ahora Gobernación de Estonia, mantuvo bajo la hegemonía rusa una cierta autonomía que con el inicio de las políticas de rusificación en el último tercio del siglo XIX perdió. 
A finales del siglo XIX una corriente nacionalista, liderada por los intelectuales locales comenzó a tomar fuerza, el conocido como despertar nacional estonio. El idioma estonio fue un elemento aglutinador de este nacionalismo, que fructificó con la guerra de independencia y el nacimiento de una república democrática en 1920. Tres años antes ya se había constituido el condado de Harju, el 30 de marzo de 1917. Los primeros miembros del Consejo del Condado de Harju fueron elegidos por los delegados enviados por los municipios del condado. La primera sesión tuvo lugar el 1 de julio de 1917, en el castillo de Toompea, Tallin. En ésta Johannes Reinthal ganó las votaciones y fue elegido presidente del condado. El estonio fue elegido como lengua administrativa.
El comité ejecutivo del consejo de diputados del condado de Harju se constituyó en enero de 1941. La institución fue suprimida durante la ocupación de Estonia por la Alemania Nazi desde el otoño de 1941 hasta el otoño de 1944. En 1950 fue abolida nuevamente tras la creación de las nuevas regiones rurales de la Unión Soviética, formándose a su vez el comité ejecutivo del consejo de diputados de los trabajadores.
El gobierno del condado de Harju fue restablecido en 1990.

## Geografía

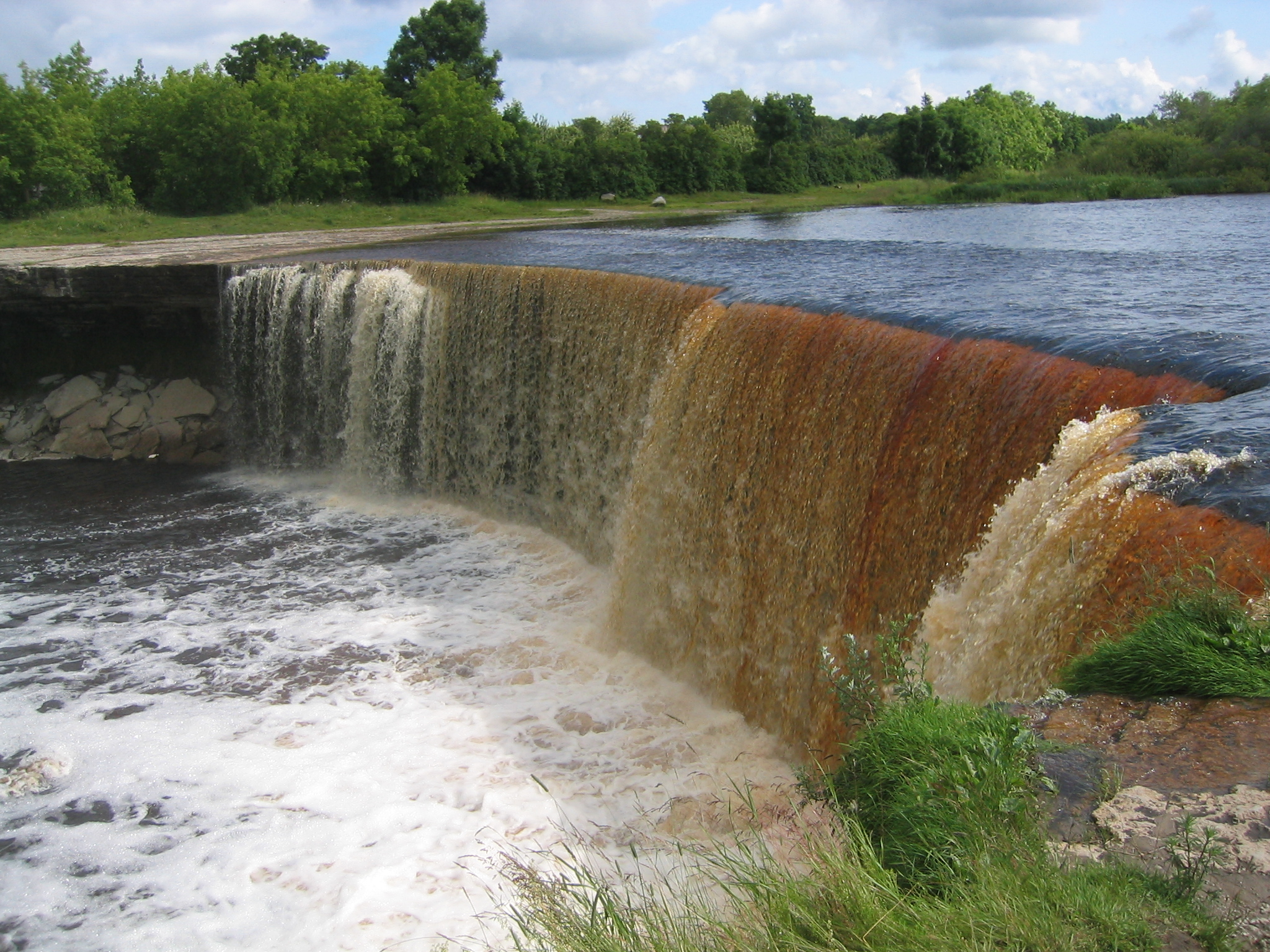
Las cataratas de Jägala son las más altas de Estonia.

El condado de Harju abarca un área de 4333,13 km², lo que lo convierte en el segundo condado por extensión después del condado de Pärnu. Posee más de 300 km de costa y 74 islas e islotes. Entre los que destacan Naissaar, las isla Pakri (Suur-Pakri y Väike Pakri), Aegna, Prangli, Aksi y Hara. Debido a lo irregular de su línea costera, esta posee numerosas bahías y penínsulas. Las mayores bahías son la de Tallin, Kolga, Paldiski, Lahepera, Lohusalu, Kakumäe, Muuga, Ihasalu, Kaberneeme, Hara y Eru. Las penínsulas más destacadas son la de Viimsi, Ihasalu, Juminda y Pärispea.  
El condado se puede dividir geográficamente en dos, al norte y al sur del escarpe de piedra caliza conocido como Klint Báltico. Al norte del Klint Báltico se encuentra una llanura costera baja, formada en el ordovícico, que alcanza 20 kilómetros de ancho en las zonas donde se encuentran las penínsulas y en otras desaparece bajo el Klint que se convierte en acantilado al oeste del condado, alcanzando los 30 metros de altura en Paldiski, Türisalu y Rannamõisa. Al sur del Klint se encuentra la meseta de Harju, formada en el cámbrico. 
Los principales ríos que recorren el condado de norte a sur, buscando el golfo de Finlandia son cortos, sólo dos sobrepasan los 100 kilómetros de longitud, el Keila y el Pirita, con 107 y 105 km respectivamente. Otros ríos son de oeste a este, el Vihterpalu 48 km, el Vasalemma 53,3 km, el Vääna 64 km, el Jägala 97 km, el Loo 59,2 km, el Valdejõgi 85 km o el Loobu 63 km. Al llegar al Klint los ríos forman cascadas para salvar el desnivel. La de Jägala con 7,8, 8,1 metros es la mayor del país, la de Keila, con 6,1 metros la segunda.
Un tercio del mayor parque natural de Estonia, el parque de Lahemaa, se encuentra al este del condado. La meseta calcárea de Hanju ha dado forma a diversos paisajes kársticos como los de Tuhala y Kostivere. Este último se incluye en la reserva de Rebala, al este del condado, que alberga restos de culturas prehistóricas y precristianas, una antigua ciudadela así como las rocas erráticas que tuvieron una gran importancia en la mitología estonia.

## Gobierno del condado
El gobierno del condado de Harju está estructurado en departamentos: el departamento general organiza el trabajo de las diferentes comisiones; el departamento de alimentación se encarga del registro y almacenaje de los productos alimenticios destinados a la población, a los militares…; el departamento de carreteras; el departamento de atención sanitaria; el departamento de administración; y el gobierno de escuelas rurales, que más tarde se convirtió en el departamento de educación.
Cada uno de los condados de los que se compone el país es regido por un gobernador (en estonio: maavanem), elegido cada cinco años por el gobierno central. Desde 2006, dicho cargo está en manos de Värner Lootsman.
El gobernador representa los intereses del estado en el condado y debe velar para que exista un desarrollo amplio y equilibrado de todos los municipios del condado. Entre otras obligaciones el gobernador coordina la cooperación entre los responsables regionales y los ministerios con las administraciones y autoridades locales. Por otra parte, es responsable de la distribución de los recursos recibidos del estado.

## Demografía
En 2008 la población del condado de Harju, era de 523 277 habitantes. Por lo tanto más de un tercio de la población de Estonia se concentra en este condado, especialmente en la capital Tallin y su área metropolitana. 
El condado de Harju alberga la única área metropolitana de Estonia, el Área Metropolitana de Tallin. Esta está compuesta por nueve municipios que se dividen en tres zonas: la capital, Tallin, es la zona centro; los municipios de Harku, Saue, Saku y Keila con 70 000 habitantes constituyen la zona oeste; y los de Maardu, Viimsi, Joelähtme y Rae con 35 000 habitantes forman la zona este. 
Tras la independencia de Estonia en 1990 el condado de Harju así como todo el país ha experimentado un notable descenso de población. Sin embargo el condado ha revertido esta situación y desde 1996 experimenta un crecimiento positivo debido principalmente a la migración hacia la capital desde las zonas rurales de la república. 

## Subdivisiones
Hasta 2005 el condado de Harju se encontraba dividido en 25 municipios. Pero ese año los municipios rurales de Loksa y Kuusalu se unieron formando el municipio de Kuusalu, y en 2013 se fusionaron Kõue y Kose dando lugar al actual municipio de Kose. Desde 2013 Harjumaa cuenta con 23 municipios, 6 de los cuales tienen el rango de ciudad (est: linn) y 17 son municipios rurales (est: vald).

### Hasta 2011
Ciudades (población año 2011):
- Keila 9763
- Loksa 2759
- Maardu 17,524
- Tallin 393,222

Municipios rurales:
- Anija 6,492
- Harku 14,181
- Jõelähtme 6,462
- Kiili 5,155
- Kose 7,297
- Kuusalu 6,412
- Lääne-Harju 13,630
- Raasiku 4,579
- Rae 15,721
- Saku 9,618
- Saue 21,532
- Viimsi 18,533

### Desde 2013

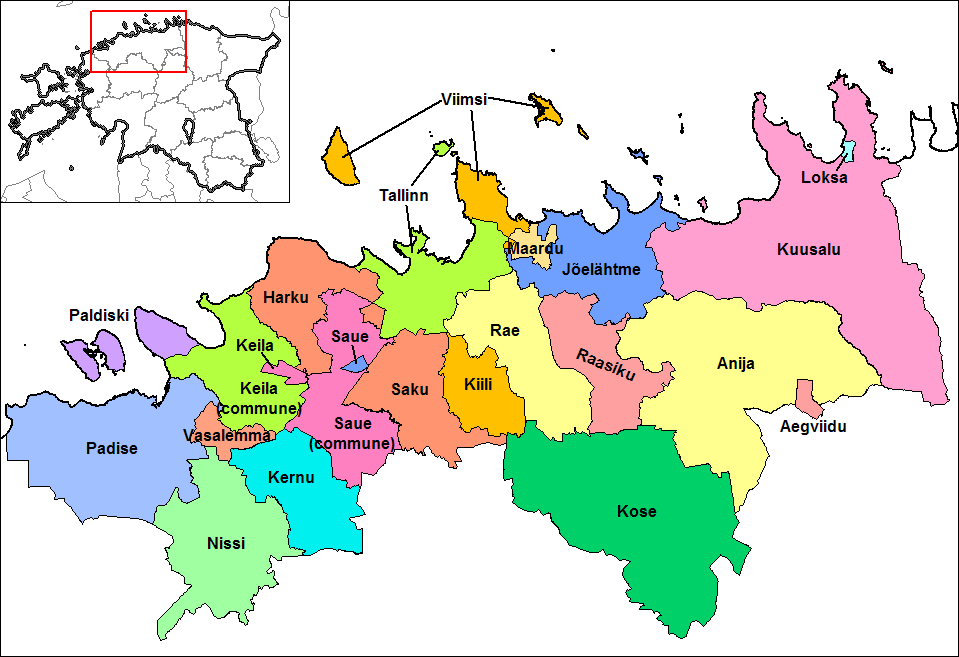
Municipios del condado de Harju.

Ciudades:
- Keila
- Loksa
- Maardu
- Paldiski
- Saue
- Tallin

Municipios rurales:
- Aegviidu
- Anija
- Harku
- Jõelähtme
- Keila
- Kernu
- Kiili
- Kose
- Kuusalu
- Nissi
- Padise
- Raasiku
- Rae
- Saku
- Saue
- Vasalemma
- Viimsi

## Regiones hermanadas
Las regiones hermanadas y la ciudad hermanadas con el condado de Harju son:
- Condado de Turku y Pori, desde 1994.
- Ciudad de Salo, desde 1994.
- Uusimaa, desde 1999.
- Distrito de Riga, desde 2000.
- Finlandia Meridional, desde 2002.